# Vicente Catalán
Vicente Catalan era un cubano-filipino de ascendencia criolla conocido por su motín contra sus oficiales navales españoles en el vapor de 800 toneladas de la Compañía Tabaco De Filipinas incautado por su tripulación filipina que mató a los oficiales españoles. Los amotinados filipinos estaban encabezados por el Segundo Oficial del Barco, el cubano Vicente Catalán, quien asumió como Capitán del Barco y se proclamó Almirante de la Armada filipina.
Poniéndose al mando del General Emilio Aguinaldo, Vicente Catalán fue comisionado como Capitán de Marina
en la Armada Revolucionaria de Filipinas. El vapor ahora rebautizado como FILIPINAS estaba entonces armado con cañones capturados en Cavite y proporcionó apoyo de disparos navales a los revolucionarios, así como un transporte.
El buque insignia de la Compañía de Filipinas fue reforzado por barcos mercantes como el Taaleño, Balayan y Purísima Concepción que habían sido donados a las fuerzas insurgentes. El almirante Catalan con sus marineros filipinos ayudó a apoderarse de Subic Bay. El motín y la incautación del barco FILIPINAS se convirtió en una causa internacional cuando los alemanes se opusieron a la bandera filipina y los franceses exigieron que se les devolviera el barco, alegando que en realidad era su propiedad.
A pesar de la reacción diplomática de las potencias extranjeras, el incidente internacional llamó la atención sobre la campaña cada vez más agresiva de los filipinos para expulsar a los españoles y establecer una república independiente.